# Adriaan Buter
Adriaan Buter (Neede, 27 februari 1918 - 9 mei 2000) was journalist en een van de belangrijkste Twentse regionalisten met een enorm oeuvre over onder meer Twentse (textiel)geschiedenis, natuur en volkskunde.

## Biografie
Adriaan Buter startte zijn journalistieke loopbaan vlak voor de Tweede Wereldoorlog bij het Volksblad voor Twente in Enschede. Na de gelijkschakeling van de krant in de oorlog nam hij ontslag. Tot zijn verzetswerk behoorde het starten van de Enschedese editie van Het Vrije Volk. In 1945 werd hij hoofdredacteur van het Almelose Parool. Later was hij lange tijd in dienst van de Twentsche Courant, maar hij was ook jarenlang freelance journalist.
Als sociaaldemocraat was hij al op jonge leeftijd betrokken bij onder meer de Jeugdbond voor Onthouding (JVO). Ook natuurstudie en geologie hadden zijn warme belangstelling. Met zijn in de loop der jaren verzamelde materiaal wist hij een eigen museum te vullen.
Naast zijn ‘gewone’  journalistieke werk heeft hij in Oost-Nederland naam gemaakt door een groot aantal publicaties op het gebied van streekcultuur, streekgeschiedenis en natuur. Behalve een groot aantal boeken schreef hij ook vele artikelen in tijdschriften en jaarboeken.
Hij was initiator, bestuurslid en oprichter van tal van verenigingen en instellingen op het gebied van regionale cultuur(historie) zoals onder meer de Algemene Vereniging Twente (samen met Johan Buursink), de Stichting Textielgeschiedenis, Oudheidkamer Twente en de Jan Jansstichting. De totstandkoming van de Twente Akademie in 1982 kan geheel op zijn naam worden geschreven. Adriaan Buter was de eerste directeur van dit instituut dat zich zou bezighouden met de Twentse streekcultuur in al haar facetten (taal, volksgebruiken, streekgeschiedenis, bouwkunst, natuur).